# Museo nazionale slovacco

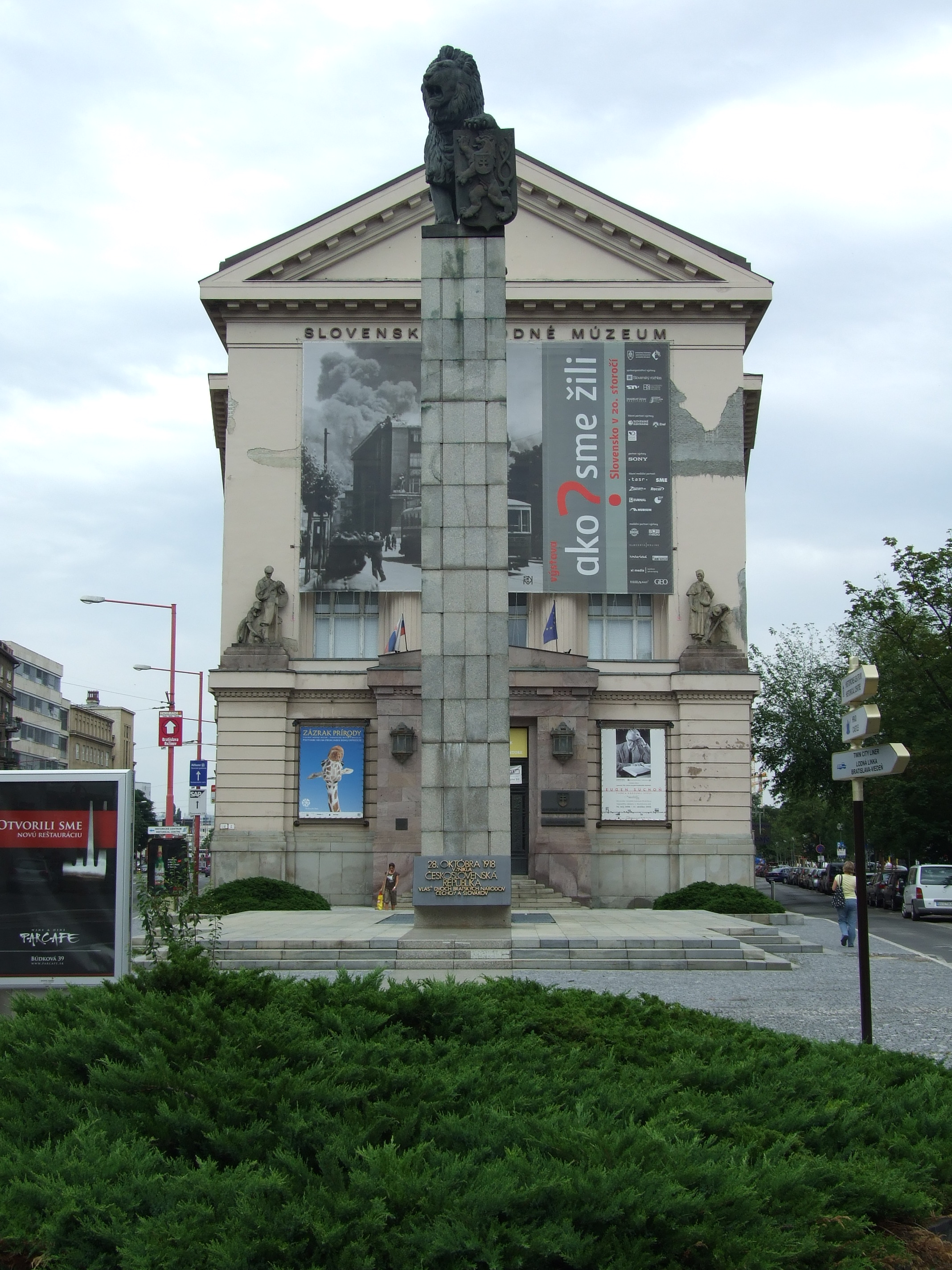
Museo nazionale slovacco, vista dal parco su Vajanského nábrežie.

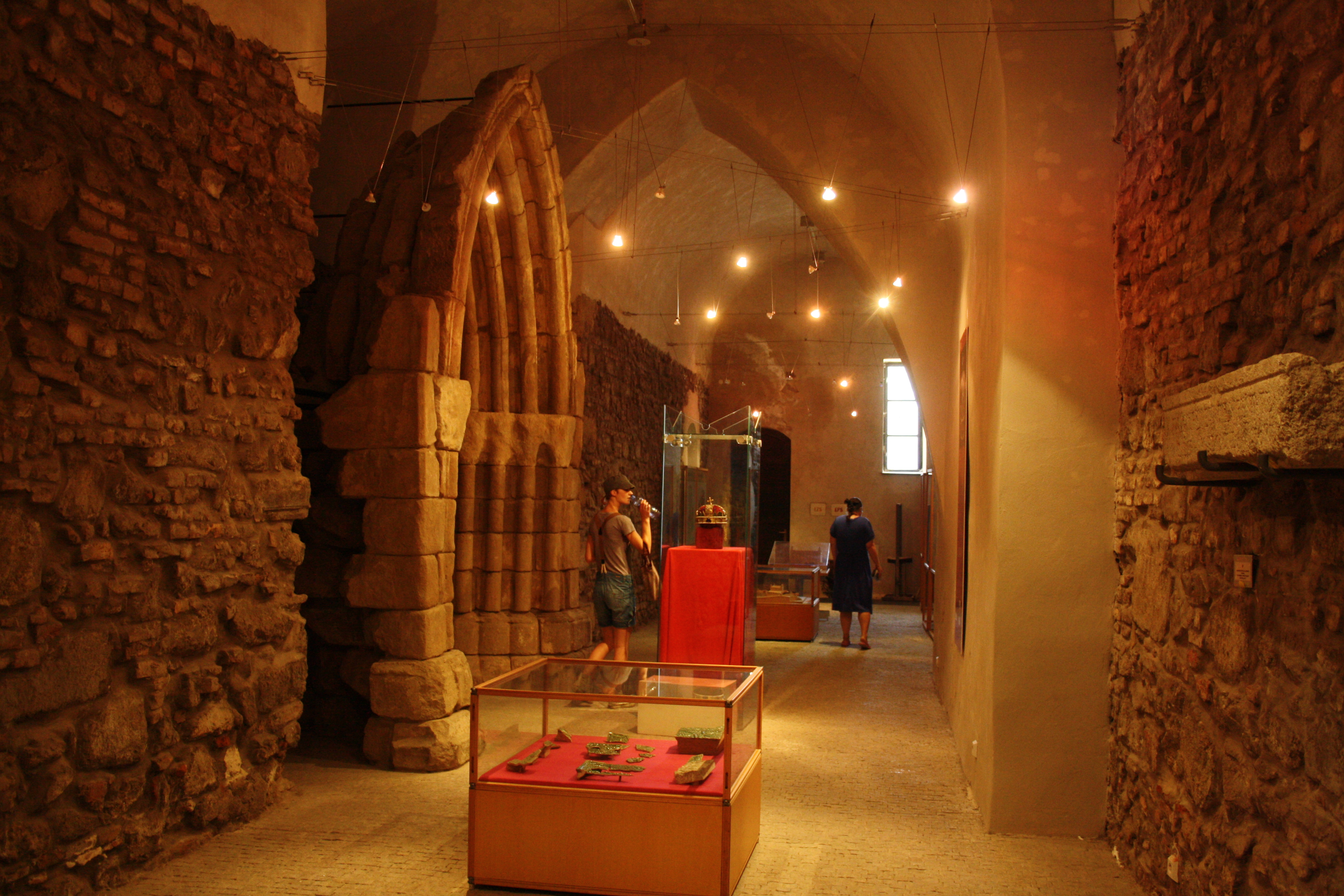
Interno del museo storico al Castello di Bratislava.

Il Museo nazionale slovacco (in slovacco: Slovenské národné múzeum - SNM) è la suprema istituzione statale nel campo museale in Slovacchia che si occupa delle collezioni, della ricerca scientifica, della cultura e dell'istruzione. 
Sulla base dell'indagine e della ricerca scientifica raccoglie, documenta, elabora professionalmente, valuta scientificamente, protegge, rende disponibili e utilizza nell'interesse pubblico oggetti collezionati come testimonianze dello sviluppo della natura e della società slovacche, della nazione slovacca e delle comunità etniche. Svolge compiti relativi alla creazione, catalogazione e protezione delle collezioni come parte del patrimonio culturale nazionale.
Come parte delle sue attività culturali ed educative, presenta le collezioni attraverso esposizioni permanenti e mostre in patria e all'estero e realizza anche altre forme di comunicazione museale. Disimpegna compiti di ricerca scientifica e rende i risultati disponibili al pubblico mediante attività editoriali.
Il Museo nazionale slovacco è stato coinvolto nella digitalizzazione del patrimonio culturale della Slovacchia, i contenuti digitali creati sono disponibili sul portale "Slovakiana".

## Storia
L'idea di istituire un museo nazionale apparve in Slovacchia sin dall'inizio del Risorgimento nazionale e giunse al culmine con la fondazione della Matica slovenská. La Società museale slovacca fin dal 1893 si incaricò di una stabile organizzazione e della formazione delle collezioni che erano basi necessarie per l'istituzione del museo. La Società museale slovacca sorse soprattutto grazie agli instancabili sforzi di Andrej Kmeť, fondatore del Museo nazionale slovacco di Martin.
Sin dalla fondazione della Società museale slovacca, il museo è stato l'istituzione più longeva a operare continuativamente nel campo scientifico e culturale nazionale, le cui attività non solo hanno supplito le funzioni di altre istituzioni nazionali, ma hanno concorso, in particolare attraverso le collezioni, alla formazione di nuovi istituti. Ad esempio, il museo ha sostenuto la creazione della Biblioteca nazionale, dell'Archivio nazionale e della Galleria nazionale e ha contribuito in misura rilevante alla creazione di un istituto nazionale del patrimonio e di un laboratorio di restauro.

## I musei del Museo nazionale slovacco
Il Museo nazionale slovacco è articolato in diversi musei, aperti in sedi distinte:
- Museo naturalistico a Bratislava
- Museo archeologico a Bratislava
- Museo storico a Bratislava (Castello di Bratislava)
- Museo nazionale slovacco di Martin
  - Museo etnografico
  - Museo Andrej Kmeť
  - Museo Karol Plicka
  - Museo Martin Benka
  - Museo del villaggio slovacco
  - Museo della cultura ceca in Slovacchia
  - Museo della cultura rom in Slovacchia
- Museo dei Consigli nazionali slovacchi a Myjava
  - Casa della signora Koléniová
  - Museo Milan Rastislav Štefánik a Košariská
- Museo musicale
- Museo di Červený Kameň
- Museo di Betliar
- Museo di Bojnice
- Castello di Krasná Hôrka
- Mausoleo Andrássy
- Museo dello Spiš a Levoča
- Casa di Maestro Pavol di Levoča
- Municipio storico di Levoča
- Museo delle culture barbariche e dei giocattoli al castello di Modrý Kameň
- Museo della cultura ebraica a Bratislava (con sedi anche a Prešov, Žilina e Trnava)
- Museo dell'olocausto a Sereď
- Museo della cultura magiara in Slovacchia
  - Brämerova kúria a Bratislava
  - Casa di Kálmán Mikszáth a Sklabiná
  - Castello di Imre Madách a Dolná Strehová
- Museo della cultura dei carpato-tedeschi
  - Casa del Circolo carpato-tedesco a Nitrianske Pravno
  - Casa del Circolo carpato-tedesco a Handlov
  - Suňalova kúria a Bratislava
- Museo della cultura ucraina a Svidník
- Galleria Dezider Milly a Svidník
- Esposizione etnografica nella natura a Svidník
- Museo della cultura rutena a Prešov
- Museo Ľudovít Štúr a Modra
- Museo della statue di ceramica slovacca a Modra
- Museo della cultura dei Croati in Slovacchia a Bratislava - Devínska Nová Ves